# Valdemar Mohed
Karl Valdemar Mohed, född 9 september 1902 i Nyköping, död 14 november 1958 i Malmö, var en svensk konstnär.
Valdemar Mohed studerade på 1920-talet vid Edward Berggrens målarskola och vid Konstakademien i Stockholm. Han målade framför allt landskap, gärna från Öland och Skåne, och stilleben. Formerna är förenklade; färgerna är först torra och kritiga men senare starkare och varmare. Ljusskildringen är ett bärande element i hans konstverk.
Mohed, vars bror David Mohed också var konstnär, finns representerad i Kalmar konstmuseum och vid Moderna museet.